# Ђорђи Абаџијев
Ђорђи Абаџијев (мкд. Ѓорѓи Абаџиев; Дојран, 7. октобар 1910 — Скопље, 2. август 1963) је био македонски књижевник, историчар, публициста и сценариста.
Са породицом је за време Првог светског рата емигрирао у Бугарску. Средњу школу завршио је у Благоевграду. Студирао је на Правном факултету у Софији. За време студија је учествовао у организовању македонске дијаспоре у Бугарској. У Бугарској се почео бавити новинарством. Био је уредник часописа „Македонско знаме“ (1945—1947).
По повратку у Југославију, 1948. године почиње да се бави књижевношћу. Написао је више приповедака са тематиком из времена борбе македонског народа за ослобођење (Илинденски устанак и НОБ) и роман из времена хајдуковања у Македонији „Арамиско гнездо“. Роман „Пустина“ је преведен на српскохрватски, словеначки, албански, руски, чешки, бугарски и русински језик.
Радио је у Институту за националну историју (Институт за национална историја) у Скопљу и био је његов директор. Ђорђи Абаџијев је био члан Друштва писаца Македоније (Друштво на писателите на Македонија) од 1949. године. Добитник је награде за прозу НР Македонија и „11. октомври“.
Након земљотреса у Скопљу 1963. године, Ђорђи Абаџиев је евакуисан у Куманово. Био је већ болестан и преминуо је 2. августа 1963. Његови остаци су 1868. године пренети на гробље Бутел у Скопљу.
Једна улица у Скопљу носи његово име.

## Стваралаштво
Ђорђи Абаџијев је познат како историјски белетрист пошто историја има истакнуто место у његовим делима. Мотиве за своја дела црпи скоро искључиво из живота и борбе Македонаца под турским ропством.
Аутор је књига:
- „Труд и луѓе“ (1936)
- „Изгрев“ (збирка приповедака, 1950)
- „Епопејата на Ножот“ (збирка приповедака, 1951)
- „Последна средба“ (Последњи сусрет) (збирка приповедака, 1953)
- „Арамиско гнездо“ (Хајдучко гнездо) (роман, 1954)
- „Пустина“ (роман, 1961)
- „Балканските војни во Македонија“ (монографија, 1972)

Избор његових дела у 4 тома је објављен 1972. године